# Gelijkteken

Een wiskundige vergelijking maakt gebruik van het =-teken.

Het (is)gelijkteken of gelijkheidsteken (in België veelal met is gelijk aan aangeduid) is de naam van het wiskundige symbool =. Dit teken geeft de gelijkheid aan van de twee operanden waar het tussen staat.

## Geschiedenis
Het gelijkheidsteken werd in 1557 bedacht door de Welshman Robert Recorde (1510-1558) in diens werk The Whetstone of Witte. Hij schreef: 

And to avoide the tediouse repetition of these woordes: is equalle to: I will
sette as I doe often in woorke use, a paire of paralleles, or gemowe
lines of one lengthe, thus: =, bicause noe .2. thynges, can be moare equalle.

Vertaling:

En om de saaie herhaling van deze woorden te vermijden: is gelijk aan: ik zal, 
zoals ik vaak doe bij werkgebruik, een paar parallellen of tweeling-lijnen
van één lengte zetten, dus: =, omdat er geen twee dingen méér kunnen gelijk zijn.

Zijn originele symbool was wel veel langer dan het huidige:
Ook was het =-symbool niet meteen populair. Veelal werden destijds het symbool || of de latijnse afkortingen ae en oe — van het woord aequalis — gebruikt. Het gebruik daarvan bleef tot in de 18e eeuw wijdverspreid.

## In de wiskunde
Het gelijkteken wordt op minstens zes manieren gebruikt in de wiskunde en in disciplines die daar gebruik van maken:
| gebruik                      | voorbeeld                        | toelichting |
| ---------------------------- | -------------------------------- | --- |
| Gelijke waarde               | 2 + 2 = 4                        | |
| Gelijk per definitie         | x = 4y                           | Vaak wordt aan de kant van te definiëren begrip een dubbele punt geplaatst, dus x := 4y; ook het gebruik x==4y komt voor, dus met dubbel =-teken.                                                         |
| Gelijk door toekenning       | bijv. x = 4                      | Tot nader order wordt de waarde 4 toegekend. Ook dit geval wordt meestal weergegeven als x := 4; men spreekt dit uit als: "x wordt 4." Vooral gebruikelijk in de informatica.                             |
| Gelijk naargelang situatie   | 2x = 4 is enkel gelijk als x = 2 | |
| Identieke gelijkheid         | bijv. 2 + 4 = 4 + 2              | zie identiteit |
| Gelijk bij vooronderstelling | 2x = -4                          | Bijvoorbeeld bij een bewijs uit het ongerijmde; een machtsverheffing heeft altijd een positieve uitkomst als het grondtal positief is, en x een reëel getal is, dus de vooronderstelling wordt verworpen. |

## Toepassing in een andere betekenis
Bij indexcijfers wordt met bijvoorbeeld "2015 = 100" bedoeld dat het indexcijfer voor het jaar 2015 op 100 gesteld wordt.
Een schaal wordt soms aangeduid met bijvoorbeeld "1 cm = 1 km".

## In de schrijftaal
Omdat in veel talen het =-teken dezelfde uitspraak heeft als het woord is, vervangt het teken vaak het woord in populaire of informele uitingen. Echter, het woord heeft een veel ruimere betekenis dan het teken. Daardoor is het "zuivere" gebruik zeldzaam:
- Zuiver gebruik: Den Haag = 's-Gravenhage. Beide verwijzen naar dezelfde plaats, zodat het teken op zijn plaats is. Ook hier is discussie mogelijk: juridisch is 's-Gravenhage echter de formele naam, en in wetten wordt dan ook alleen die term gebruikt.
- Mokum = Amsterdam. Juist zou hooguit zijn: Mokum ≈ Amsterdam of Mokum ~ Amsterdam, Mokum komt overeen met Amsterdam.
- Bekend is de graffiti: Lotte = lief, waarbij dus de eigenschap lief wordt toegekend. Een wiskundige zou dit noteren als Lotte → lief. Zo ook: De juf → gek.
- Arend = ezel. Arend (naam van een ezel) wordt gedefinieerd als ezel, bedoeld wordt dus: Arend := ezel.
- Arend = een ezel. Een nuanceverschil met de vorige. De meest logische interpretatie is: {\displaystyle Arend\in ezels}, Arend is een element van de verzameling der ezels.

## Verwante symbolen
- ≠ (ongelijkheidsteken, is niet gelijk aan)

1 ≠ 2
- ≈ (benaderingsteken: is ongeveer gelijk aan)

1112 ≈ 0,92
π ≈ 3,1415927
- := (toewijzingsteken in sommige programmeertalen)

a := 4 (variabele a krijgt de waarde 4)
- ≡ (identiteit)

sin² α + cos² α ≡ 1
- ≙ (komt overeen met)

1 cm ≙ 5 m (schaal van plattegrond, 1:500)
1 cm ≙ 5 N (schaal voor krachtvectoren in een tekening)
5 ml ≙ 5 g (hoeveelheid water)
In het Engels wordt hiervoor de tilde ~ gebruikt.

## Trivia
- In unicode is het =-teken het karakter 003D.
- In sommige programmeertalen, zoals C, wordt het =-teken gebruikt voor de toewijzing van waarden en het symbool == voor vergelijkingen. In andere, waaronder Pascal, wordt het =-teken gebruikt voor een vergelijking en := voor de toewijzing van waarden. Dan zijn er nog talen waarin de letters EQ (van het Engelse equal, gelijk) dienen voor een vergelijking.